# Copa de España de fútbol sala 2008
La Copa de España de Fútbol Sala de 2008 tuvo lugar entre el 14 y el 17 de febrero en Cuenca (Castilla-La Mancha). Fue la decimonovena edición de este campeonato español.
El ElPozo Murcia Turística se hizo con su tercera Copa de España al vencer en la final al Móstoles 2008 por 2-1, remontando el gol inicial de Borja con los goles de Álvaro y Ciço.

## Equipos participantes
- A. Lobelle Santiago
- Benicarló
- Carnicer Torrejón
- ElPozo Murcia Turística
- Móstoles 2008
- Interviú Fadesa
- Azkar Lugo
- MRA Navarra

## Organización

### Sede
El torneo se disputó en la ciudad de Cuenca, en el Pabellón Municipal El Sargal, con capacidad para 1.500 espectadores.
| Pabellón  | Pabellón Municipal El Sargal |
| Ciudad    | Cuenca                       |
| Capacidad | 1.500                        |

## Resultados

### Cuadro final
|  | Cuartos de final           | Cuartos de final           |                     |                         | Semifinales           | Semifinales           |  |                         | Final                 | Final                 |  |
|  | 14 y 15 de febrero de 2008 | 14 y 15 de febrero de 2008 |                     |                         | 16 de febrero de 2008 | 16 de febrero de 2008 |  |                         | 17 de febrero de 2008 | 17 de febrero de 2008 |  |
|  |                            |                            |                     |                         |                       |                       |  |                         |                       |                       |  |
|  |                            |                            |                     |                         |                       |                       |  |                         |                       |                       |  |
|  | ElPozo Murcia Turística    | 4                          |                     |                         |                       |                       |  |                         |                       |                       |  |
|  | ElPozo Murcia Turística    | 4                          |                     |                         |                       |                       |  |                         |                       |                       |  |
|  | Carnicer Torrejón          | 3                          |                     |                         |                       |                       |  |                         |                       |                       |  |
|  | Carnicer Torrejón          | 3                          |                     | ElPozo Murcia Turística | 4                     |                       |  |                         |                       |                       |  |
|  |                            |                            |                     | ElPozo Murcia Turística | 4                     |                       |  |                         |                       |                       |  |
|  |                            |                            | A. Lobelle Santiago | 3                       |                       |                       |  |                         |                       |                       |  |
|  | MRA Navarra                | 2                          | A. Lobelle Santiago | 3                       |                       |                       |  |                         |                       |                       |  |
|  | MRA Navarra                | 2                          |                     |                         |                       |                       |  |                         |                       |                       |  |
|  | A. Lobelle Santiago        | 4                          |                     |                         |                       |                       |  |                         |                       |                       |  |
|  | A. Lobelle Santiago        | 4                          |                     |                         |                       |                       |  | ElPozo Murcia Turística | 2                     |                       |  |
|  |                            |                            |                     |                         |                       |                       |  | ElPozo Murcia Turística | 2                     |                       |  |
|  |                            |                            | Móstoles 2008       | 1                       |                       |                       |  |                         |                       |                       |  |
|  | Interviú Fadesa            | 4                          | Móstoles 2008       | 1                       |                       |                       |  |                         |                       |                       |  |
|  | Interviú Fadesa            | 4                          |                     |                         |                       |                       |  |                         |                       |                       |  |
|  | Azkar Lugo                 | 0                          |                     |                         |                       |                       |  |                         |                       |                       |  |
|  | Azkar Lugo                 | 0                          |                     | Interviú Fadesa         | 3(3)                  |                       |  |                         |                       |                       |  |
|  |                            |                            |                     | Interviú Fadesa         | 3(3)                  |                       |  |                         |                       |                       |  |
|  |                            |                            | Móstoles 2008       | 3(4)                    |                       |                       |  |                         |                       |                       |  |
|  | Benicarló                  | 3                          | Móstoles 2008       | 3(4)                    |                       |                       |  |                         |                       |                       |  |
|  | Benicarló                  | 3                          |                     |                         |                       |                       |  |                         |                       |                       |  |
|  | Móstoles 2008              | 4                          |                     |                         |                       |                       |  |                         |                       |                       |  |
|  | Móstoles 2008              | 4                          |                     |                         |                       |                       |  |                         |                       |                       |  |
|  |                            |                            |                     |                         |                       |                       |  |                         |                       |                       |  |

### Cuartos de final
| Fecha                 | Hora¹ | Lugar                                                     | Partido                 | Partido | Partido             | Resultado |
| --------------------- | ----- | --------------------------------------------------------- | ----------------------- | ------- | ------------------- | --------- |
| 14 de febrero de 2008 | 19:00 | Pabellón Municipal El Sargal, Cuenca (Castilla-La Mancha) | ElPozo Murcia Turística | -       | Carnicer Torrejón   | 4-3       |
| 14 de febrero de 2008 | 21:00 | Pabellón Municipal El Sargal, Cuenca (Castilla-La Mancha) | MRA Navarra             | -       | A. Lobelle Santiago | 2-4       |
| 15 de febrero de 2008 | 19:00 | Pabellón Municipal El Sargal, Cuenca (Castilla-La Mancha) | Interviú Fadesa         | -       | Azkar Lugo          | 4-0       |
| 15 de febrero de 2008 | 21:00 | Pabellón Municipal El Sargal, Cuenca (Castilla-La Mancha) | Benicarló               | -       | Móstoles 2008       | 3-4       |

### Semifinales
| Fecha                 | Hora¹ | Lugar                                                     | Partido                 | Partido | Partido             | Resultado |
| --------------------- | ----- | --------------------------------------------------------- | ----------------------- | ------- | ------------------- | --------- |
| 16 de febrero de 2008 | 12:00 | Pabellón Municipal El Sargal, Cuenca (Castilla-La Mancha) | ElPozo Murcia Turística | -       | A. Lobelle Santiago | 4-3       |
| 16 de febrero de 2008 | 18:00 | Pabellón Municipal El Sargal, Cuenca (Castilla-La Mancha) | Interviú Fadesa         | -       | Móstoles 2008       | 3-3(3-4)  |

### Final
| Fecha                 | Hora¹ | Lugar                                                     | Partido                 | Partido | Partido       | Resultado |
| --------------------- | ----- | --------------------------------------------------------- | ----------------------- | ------- | ------------- | --------- |
| 17 de febrero de 2008 | 16:00 | Pabellón Municipal El Sargal, Cuenca (Castilla-La Mancha) | ElPozo Murcia Turística | -       | Móstoles 2008 | 2-1       |

- (¹) -  Hora Local de España (Hora Central Europea) (UTC+1)